# Schaalparameter
Een schaalparameter is in de kansrekening en de statistiek een type parameter in een parameterfamilie van kansverdelingen die de schaal van de verdeling bepaalt. Is van twee leden van de familie de schaalparameter van de een bepaalde factor groter dan van de ander, dan is de ene verdeling in verhouding tot de andere met deze factor meer gespreid.

## Definitie
De parameter s van een familie kansdichtheden fs heet een schaalparameter, als:
{\displaystyle f_{s}(x)={\tfrac {1}{s}}f_{1}({\tfrac {x}{s}})}
De waarde van de schaalparameter s bepaalt de "schaal" van een lid van de parameterfamilie. Wanneer s groot is, dan zal de verdeling breed gespreid zijn; is s klein, dan zal deze compacter geschaald zijn.

## Voorbeelden
- De normale verdeling heeft twee parameters: een plaatsparameter {\displaystyle \mu } en een schaalparameter {\displaystyle \sigma }. In de praktijk wordt de normale verdeling vaak geparameteriseerd in termen van de gekwadrateerde schaalparameter {\displaystyle \sigma ^{2}}, die de variantie van de verdeling is.
- De gamma-verdeling wordt gewoonlijk geparameteriseerd in termen van de schaalparameter {\displaystyle \theta } of zijn inverse.
- Speciale gevallen van verdelingen waar de schaalparameter gelijk aan één is, worden vaak "standaard" genoemd onder bepaalde voorwaarden. Een normale verdeling bijvoorbeeld, waar de plaatsparameter nul is en de schaalparameter één, wordt de standaardnormale verdeling genoemd; een soortgelijke Cauchy-verdeling de standaard Cauchy-verdeling.
- Voorbeelden van voorkomende schaalparameters zijn de standaarddeviatie, de absolute deviatie en de interkwartielafstand.